# La Rixouse
La Rixouse – miejscowość i gmina we Francji, w regionie Burgundia-Franche-Comté, w departamencie Jura.
Według danych na rok 1990 gminę zamieszkiwały 173 osoby, a gęstość zaludnienia wynosiła 14 osób/km² (wśród 1786 gmin Franche-Comté La Rixouse plasuje się na 571. miejscu pod względem liczby ludności, natomiast pod względem powierzchni na miejscu 313.).